# الاعتراف الدولي بكوسوفو

خريطة الدول التي اعترفت باستقلال كوسوفو
كوسوفو
الدول التي تعترف بكوسوفو كدولة مستقلة
الدول التي لا تعترف بكوسوفو كدولة مستقلة
الدول التي اعترفت بكوسوفو وسحبت ذلك الاعتراف لاحقًا

في 17 فبراير 2008، أعلنت كوسوفو استقلالها عن صربيا. منذ إعلان استقلالها عن صربيا الصادر في 17 فبراير 2008، كانت المواقف الدولية تجاه إعلان الاستقلال مختلطة، والمجتمع الدولي مازال منقسم حول هذه القضية.
إلى غاية 2 مارس 2020، اعترفت باستقلال جمهورية كوسوفو 115 دولة مستقلة، في حين قامت 15 دولة بسحب اعترافها منذ 2008.
اعتبارا من 2 مارس 2020، اعترف بكوسوفو كدولة مُستقلة 97 دولة من أصل 193 (50٪) دولة عضو في الأمم المتحدة، و 22 من أصل 27 (81٪) دولة عضو في الاتحاد الأوروبي، و 26 من أصل 30 (87٪) دولة عضو في حلف الناتو، و 34 دولة من أصل 57 (60٪) دولة عضو في منظمة التعاون الإسلامي.
حكومة صربيا لا تعترف بكوسوفو كدولة ذات سيادة. في عام 2013، بدأت صربيا في تطبيع العلاقات مع حكومة كوسوفو وفقا لاتفاق بروكسل، لكن العملية توقفت في نوفمبر 2018 بعد أن فرضت كوسوفو ضريبة بنسبة 100 بالمائة على استيراد البضائع الصربية. في 1 أبريل 2020، أزالت كوسوفو الضريبة.
من بين مجموعة العشرين، اعترفت إحدى عشرة دولة باستقلال كوسوفو: أستراليا، وكندا، فرنسا، وألمانيا، وإيطاليا، واليابان وكوريا الجنوبية، والمملكة العربية السعودية، وتركيا، والمملكة المتحدة، والولايات المتحدة. وثمانية دول لم تفعل ذلك: الأرجنتين، والبرازيل، والصين، والهند، وإندونيسيا، والمكسيك، وروسيا، وجنوب أفريقيا.

## المواقف الدولية

### دول اعترفت بكوسوفو كدولة مستقلة

#### دول أعضاء في الأمم المتحدة
| #  | البلد                    | تاريخ الاعتراف | مراجع                   |
| -- | ------------------------ | -------------- | ----------------------- |
| 1  | كوستاريكا                | 17 فبراير 2008 | [ 7 ]                   |
| 2  | أفغانستان                | 18 فبراير 2008 | [ 8 ]                   |
| 3  | ألبانيا                  | 18 فبراير 2008 | [ 9 ] [ 10 ]            |
| 4  | فرنسا                    | 18 فبراير 2008 | [ 11 ]                  |
| 5  | السنغال                  | 18 فبراير 2008 | [ 12 ] [ 13 ]           |
| 6  | تركيا                    | 18 فبراير 2008 | [ 14 ]                  |
| 7  | المملكة المتحدة          | 18 فبراير 2008 | [ 15 ]                  |
| 8  | الولايات المتحدة         | 18 فبراير 2008 | [ 16 ]                  |
| 9  | أستراليا                 | 19 فبراير 2008 | [ 17 ]                  |
| 10 | لاتفيا                   | 20 فبراير 2008 | [ 18 ]                  |
| 11 | ألمانيا                  | 20 فبراير 2008 | [ 19 ]                  |
| 12 | إستونيا                  | 21 فبراير 2008 | [ 20 ]                  |
| 13 | إيطاليا                  | 21 فبراير 2008 | [ 21 ]                  |
| 14 | الدنمارك                 | 21 فبراير 2008 | [ 22 ]                  |
| 15 | لوكسمبورغ                | 21 فبراير 2008 | [ 23 ]                  |
| 16 | بيرو                     | 22 فبراير 2008 | [ 24 ]                  |
| 17 | بلجيكا                   | 24 فبراير 2008 | [ 25 ]                  |
| 18 | بولندا                   | 26 فبراير 2008 | [ 26 ]                  |
| 19 | سويسرا                   | 27 فبراير 2008 | [ 27 ]                  |
| 20 | النمسا                   | 28 فبراير 2008 | [ 28 ]                  |
| 21 | أيرلندا                  | 29 فبراير 2008 | [ 29 ]                  |
| 22 | السويد                   | 4 مارس 2008    | [ 30 ]                  |
| 23 | هولندا                   | 4 مارس 2008    | [ 31 ]                  |
| 24 | آيسلندا                  | 5 مارس 2008    | [ 32 ]                  |
| 25 | سلوفينيا                 | 5 مارس 2008    | [ 33 ]                  |
| 26 | فنلندا                   | 7 مارس 2008    | [ 34 ]                  |
| 27 | اليابان                  | 18 مارس 2008   | [ 35 ]                  |
| 28 | كندا                     | 18 مارس 2008   | [ 36 ]                  |
| 29 | موناكو                   | 19 مارس 2008   | [ 37 ]                  |
| 30 | المجر                    | 19 مارس 2008   | [ 38 ]                  |
| 31 | كرواتيا                  | 19 مارس 2008   | [ 39 ]                  |
| 32 | بلغاريا                  | 20 مارس 2008   | [ 40 ]                  |
| 33 | ليختنشتاين               | 25 مارس 2008   | [ 41 ]                  |
| 34 | كوريا الجنوبية           | 28 مارس 2008   | [ 42 ]                  |
| 35 | النرويج                  | 28 مارس 2008   | [ 43 ]                  |
| 36 | جزر مارشال               | 17 أبريل 2008  | [ 44 ]                  |
| 37 | بوركينا فاسو             | 23 أبريل 2008  | [ 45 ] [ 46 ]           |
| 38 | ليتوانيا                 | 6 مايو 2008    | [ 47 ]                  |
| 39 | سان مارينو               | 12 مايو 2008   | [ 48 ]                  |
| 40 | جمهورية التشيك           | 21 مايو 2008   | [ 49 ]                  |
| 41 | ليبيريا                  | 30 مايو 2008   | [ 53 ]                  |
| 42 | كولومبيا                 | 4 أغسطس 2008   | [ 54 ]                  |
| 43 | بليز                     | 7 أغسطس 2008   | [ 55 ]                  |
| 44 | مالطا                    | 22 أغسطس 2008  | [ 56 ]                  |
| 45 | ساموا                    | 15 سبتمبر 2008 | [ 57 ] [ 58 ]           |
| 46 | البرتغال                 | 7 أكتوبر 2008  | [ 59 ]                  |
| 47 | الجبل الأسود             | 9 أكتوبر 2008  | [ 60 ]                  |
| 48 | مقدونيا                  | 9 أكتوبر 2008  | [ 61 ]                  |
| 49 | الإمارات العربية المتحدة | 14 أكتوبر 2008 | [ 62 ]                  |
| 50 | ماليزيا                  | 30 أكتوبر 2008 | [ 63 ] [ 64 ]           |
| 51 | ميكرونيسيا               | 5 ديسمبر 2008  | [ 65 ] [ 66 ]           |
| 52 | بنما                     | 16 يناير 2009  | [ 67 ] [ 68 ]           |
| 53 | جزر المالديف             | 19 فبراير 2009 | [ 69 ]                  |
| 54 | غامبيا                   | 7 أبريل 2009   | [ 70 ]                  |
| 55 | السعودية                 | 20 أبريل 2009  | [ 71 ]                  |
| 56 | البحرين                  | 19 مايو 2009   | [ 72 ]                  |
| 57 | الأردن                   | 7 يوليو 2009   | [ 73 ]                  |
| 58 | جمهورية الدومينيكان      | 10 يوليو 2009  | [ 74 ] [ 75 ]           |
| 59 | نيوزيلندا                | 9 نوفمبر 2009  | [ 76 ]                  |
| 60 | مالاوي                   | 14 ديسمبر 2009 | [ 77 ]                  |
| 61 | موريتانيا                | 12 يناير 2010  | [ 78 ]                  |
| 62 | إسواتيني                 | 12 أبريل 2010  | [ 79 ] [ 80 ]           |
| 63 | فانواتو                  | 28 أبريل 2010  | [ 81 ]                  |
| 64 | جيبوتي                   | 8 مايو 2010    | [ 82 ]                  |
| 65 | الصومال                  | 19 مايو 2010   | [ 83 ]                  |
| 66 | هندوراس                  | 3 سبتمبر 2010  | [ 84 ]                  |
| 67 | كيريباتي                 | 21 أكتوبر 2010 | [ 85 ] [ 86 ]           |
| 68 | توفالو                   | 18 نوفمبر 2010 | [ 87 ]                  |
| 69 | قطر                      | 7 يناير 2011   | [ 88 ]                  |
| 70 | غينيا بيساو              | 10 يناير 2011  | [ 94 ] [ 95 ]           |
| 71 | أندورا                   | 8 يونيو 2011   | [ 96 ]                  |
| 72 | غينيا                    | 12 أغسطس 2011  | [ 97 ] [ 98 ]           |
| 73 | النيجر                   | 15 أغسطس 2011  | [ 97 ] [ 99 ]           |
| 74 | بنين                     | 18 أغسطس 2011  | [ 100 ]                 |
| 75 | سانت لوسيا               | 19 أغسطس 2011  | [ 101 ]                 |
| 76 | الغابون                  | 15 سبتمبر 2011 | [ 102 ] [ 103 ]         |
| 77 | ساحل العاج               | 16 سبتمبر 2011 | [ 104 ] [ 105 ]         |
| 78 | الكويت                   | 11 أكتوبر 2011 | [ 106 ]                 |
| 79 | هايتي                    | 10 فبراير 2012 | [ 107 ]                 |
| 80 | بروناي                   | 25 أبريل 2012  | [ 108 ]                 |
| 81 | تشاد                     | 1 يونيو 2012   | [ 109 ]                 |
| 82 | تيمور الشرقية            | 20 سبتمبر 2012 | [ 110 ] [ 111 ]         |
| 83 | فيجي                     | 19 نوفمبر 2012 | [ 112 ] [ 113 ]         |
| 84 | سانت كيتس ونيفيس         | 28 نوفمبر 2012 | [ 114 ] [ 115 ]         |
| 85 | باكستان                  | 24 ديسمبر 2012 | [ 116 ] [ 117 ]         |
| 86 | غيانا                    | 16 مارس 2013   | [ 118 ] [ 119 ]         |
| 87 | تنزانيا                  | 29 مايو 2013   | [ 120 ]                 |
| 88 | اليمن                    | 11 يونيو 2013  | [ 121 ] [ 122 ]         |
| 89 | مصر                      | 26 يونيو 2013  | [ 123 ]                 |
| 90 | السلفادور                | 29 يونيو 2013  | [ 124 ] [ 125 ] [ 126 ] |
| 91 | تايلاند                  | 24 سبتمبر 2013 | [ 127 ] [ 128 ]         |
| 92 | ليبيا                    | 25 سبتمبر 2013 | [ 129 ] [ 130 ]         |
| 93 | تونغا                    | 15 يناير 2014  | [ 131 ]                 |
| 94 | أنتيغوا وباربودا         | 20 مايو 2015   | [ 132 ]                 |
| 95 | سنغافورة                 | 1 ديسمبر 2016  | [ 133 ] [ 134 ]         |
| 96 | بنغلاديش                 | 27 فبراير 2017 | [ 135 ] [ 136 ]         |
| 97 | باربادوس                 | 15 فبراير 2018 | [ 137 ] [ 138 ] [ 139 ] |
| 98 | إسرائيل                  | 4 سبتمبر 2020  | [ 140 ]                 |

ملاحظات
1. ↑  In June 2018, following a meeting between Liberian Foreign Minister Gbehzohngar Milton Findley and Serbian Foreign Minister إيفيتسا داتشيتش, a note from the Ministry of Foreign Affairs of Liberia was published which stated in part that it "annuls its letter of recognition of Kosovo."[50][51] A few days latter, Liberia's MFA posted a notice on its website saying that it wished "to refute reports in some international and social media of its revocation of diplomatic relations with the Republic of Kosovo."[52]
2. ↑  In a letter dated 21 November 2017, the Ministry of Foreign Affairs of Guinea-Bissau informed Kosovo that it had withdrawn its recognition.[89][90][91] On 2 February 2018, Kosovo's MFA announced that it had received a new note verbale from Guinea-Bissau stating that the previous note revoking recognition had no effect.[92][93]

#### دول وكيانات أخرى
| الدولة أو الكيان       | تاريخ الاعتراف | مراجع           |
| ---------------------- | -------------- | --------------- |
| جمهورية الصين (تايوان) | 19 فبراير 2008 | [ 141 ] [ 142 ] |
| جزر كوك                | 18 مايو 2015   | [ 143 ]         |
| نييوي                  | 23 يونيو 2015  | [ 144 ]         |

## دول سحبت اعترافها
في مارس 2020، زعمت وزارة الخارجية الصربية أن 18 دولة سحبت اعترافها بكوسوفو، وهاته الدول هي: بوروندي، جمهورية أفريقيا الوسطى، جزر القمر، غانا، دومينيكا، غينيا بيساو، غرينادا، ليسوتو، ليبيريا، مدغشقر، ناورو، بالاو، بابوا غينيا الجديدة، وساو تومي وبرينسيب، وسيراليون، وجزر سليمان، وسورينام، وتوغو. في كثير من تلك الحالات، وصفت وزارة خارجية كوسوفو ذلك بأنها «أخبار زائفة» و «دعاية صربية». ثلاثة من هذه «الانسحابات» مشكوك فيها:
- سحبت غينيا بيساو اعترافها بكوسوفو في نوفمبر 2017، لكنها أرسلت بعد ذلك مذكرة شفوية إلى حكومة كوسوفو تفيد بأن المذكرة السابقة التي أبطلت الاعتراف لا تأثير لها.
- بعد أيام قليلة من إلغاء اعترافها في يونيو 2018، أصدرت حكومة ليبيريا بيانًا «أعادت فيه تأكيد العلاقات الثنائية مع كوسوفو».[151]
- لم تعترف ساو تومي وبرينسيبي رسميًا أبدا بكوسوفو، وفقًا لرئيسها السابق مانويل بينتو دا كوستا (انظر الجدول أدناه لمزيد من المعلومات).

هناك تقارير متضاربة حول ما إذا كانت سلطنة عمان قد اعترفت بكوسوفو، أو ألغت الاعتراف بها. في فبراير 2011، أعلنت كوسوفو أنها تلقت مُذكرة من عمان تفيد بأنها «سترحب بعضوية كوسوفو في الأمم المتحدة، وكذلك في المنظمات الدولية والإقليمية الأخرى» وأن الدولتين أقامتا علاقات دبلوماسية بينهما. لكن في سبتمبر 2011 صرح نائب وزير خارجية كوسوفو بيتريت سيليمي أن «عمان لم تعترف بنا أبدًا». في وقت لاحق من ذلك الشهر، أعلنت وزارة الخارجية في كوسوفو أن وزير الخارجية العماني يوسف بن علوي أبلغهم باعتراف بلاده بكوسوفو. نُقل عن القائم بالأعمال في كوسوفو في المملكة العربية السعودية في عام 2012 قوله إن عمان لم تعترف بكوسوفو.
| #  | الدولة أو الكيان       | الاعتراف        | سحب الاعتراف     | مراجع                                   |
| -- | ---------------------- | --------------- | ---------------- | --------------------------------------- |
| 1  | سورينام                | 8 يوليو 2016    | 27 أكتوبر 2017   | [ 156 ] [ 157 ] [ 158 ] [ 159 ]         |
| 2  | بوروندي                | 16 أكتوبر 2012  | 15 فبراير 2018   | [ 160 ] [ 161 ] [ 162 ]                 |
| 3  | بابوا غينيا الجديدة    | 3 أكتوبر 2012   | 5 يوليو 2018     | [ 163 ]                                 |
| 4  | ليسوتو                 | 11 فبراير 2014  | 16 أكتوبر 2018   | [ 164 ] [ 165 ] [ 166 ]                 |
| 5  | جزر القمر              | 14 مايو 2009    | 1 نوفمبر 2018    | [ 167 ] [ 168 ] [ 169 ] [ 170 ]         |
| 6  | دومينيكا               | 11 ديسمبر 2012  | 2 نوفمبر 2018    | [ 171 ] [ 172 ] [ 172 ] [ 173 ] [ 174 ] |
| 7  | غرينادا                | 25 سبتمبر 2013  | 4 نوفمبر 2018    | [ 175 ] [ 176 ]                         |
| 8  | جزر سليمان             | 13 أغسطس 2014   | 28 نوفمبر 2018   | [ 177 ] [ 178 ]                         |
| 9  | مدغشقر                 | 24 نوفمبر 2017  | 7 ديسمبر 2018    | [ 179 ]                                 |
| 10 | بالاو                  | 6 مارس 2009     | 17 يناير 2019    | [ 180 ] [ 181 ]                         |
| 11 | توغو                   | 11 July 2014    | 28 June 2019     | [ 182 ] [ 183 ] [ 184 ]                 |
| 12 | جمهورية إفريقيا الوسطى | 22 July 2011    | 24 July 2019     | [ 185 ] [ 186 ] [ 187 ]                 |
| 13 | غانا                   | 23 January 2012 | 7 November 2019  | [ 188 ] [ 189 ] [ 190 ] [ 191 ]         |
| 14 | ناورو                  | 23 April 2008   | 13 November 2019 | [ 192 ] [ 193 ] [ 194 ]                 |
| 15 | سيراليون               | 11 June 2008    | 2 March 2020     | [ 195 ] [ 196 ] [ 197 ] [ 198 ]         |

## مواقف مناطق الحكم الذاتي والحركات الانفصالية
| الكيان                                       | الموقف |
| -------------------------------------------- | --- |
| بلوشستان                                     | في أغسطس 2010، رحّب الزعيم الانفصالي البلوشي السابق جمعة خان ماري باستقلال كوسوفو والحكم الصادر عن محكمة العدل الدولية بأن إعلان استقلال كوسوفو لم يكن انتهاكًا للقانون الدولي. ومع ذلك، فقد نأى جمعة خان المري منذ ذلك الحين بنفسه عن الحركة ويدافع الآن عن مناهضة الانفصال. في أكتوبر 2010، أشاد وزير الثروة السمكية السابق وعضو المعارضة في جمعية بلوشستان كاشكول علي بقرار محكمة العدل الدولية بشأن إعلان استقلال كوسوفو باعتباره "حكمًا مجيدًا لحركات التحرير الوطنية". قال إنها كانت منارة أمل للأمم المستعبدة. |
| حكومة الباسك                                 | استجابت حكومة إقليم الباسك، على عكس الحكومة الإسبانية المركزية في مدريد، بشكل إيجابي للغاية لإعلان كوسوفو استقلالها. وقالت متحدثة باسم الحكومة الإقليمية: "إنه درس يجب اتباعه عندما يتعلق الأمر بالحلول السلمية والديمقراطية لمشاكل الهوية والولاء... فهو يظهر أن احترام إرادة المواطنين هو المفتاح لحل المشاكل السياسية الصعبة". |
| كاتالونيا                                    | في يوليو / تموز 2010، عقب قرار محكمة العدل الدولية، أعربت الأحزاب القومية الكتالونية عن وجود أوجه تشابه واضحة بين قضيتها وقضية كوسوفو. صرح جوان بويغشيروس، رئيس اليسار الجمهوري في كتالونيا، بأن قرار محكمة العدل الدولية يُظهر أن استقلال كاتالونيا يمكن أن يكون قانونيًا ومعترفًا به على المستوى الدولي. طالب حزب التقارب الديمقراطي لكاتالونيا الحكومة الإسبانية بالاعتراف باستقلال كوسوفو وحق تقرير المصير للشعب. في 23 يوليو 2010، قال خوسيه مونتيلا، رئيس جنرال كاتالونيا، إن كاتالونيا وكوسوفو لديهما القليل من القواسم المشتركة. في مارس 2012 خلال نقاش حاد مع رئيس الوزراء الإسباني ماريانو راخوي، طلب التقارب والاتحاد الأمين العام جوزيب أنطوني دوران إي ليدا الاعتراف الفوري بكوسوفو من قبل إسبانيا، وذكر أن أسباب عدم الاعتراف "ليست دولية بل داخلية". |
| الإدارة التبتية المركزية (الحكومة في المنفى) | في يونيو 2008، نُشر مقال على الموقع الإلكتروني لإدارة التبت المركزية يقول إنه إذا كان لكوسوفو الحق في الاستقلال، فإن التبت لها كل الحق في أن تصبح دولة مستقلة ويحق للتبتيين بالكامل الحق في تقرير المصير. في أبريل 2010، أرسل الدالاي لاما الرابع عشر، السلطة التنفيذية المشتركة آنذاك داخل الحكومة في المنفى، برقية تهنئة إلى رئيس وزراء كوسوفو، هاشم تاتشي، قائلًا إنه راضٍ عن استقلال كوسوفو وأنه يصلي من أجل أن تكون دولة كوسوفو الديمقراطية نموذجًا يحتذي به الآخرون. |
| جمهورية الشيشان إشكيريا (الحكومة في المنفى)  | قال عثمان فرزاولي، وزير خارجية جمهورية إيشكيريا الشيشانية، إن بلاده "ترحب بإعلان كوسوفو استقلال الدولة ولا تشكك في حق شعب كوسوفو في النأي بنفسه عن الدولة التي أرعبتها". صرح رئيس وزراء جمهورية إيشكيريا الشيشانية، أحمد زكاييف، في مقابلة أجريت في أبريل 2010 أن كوسوفو تمثل له ولأمته أملاً، وأشار أيضًا إلى رسالة أرسلها على ما يبدو إلى رئيس وزراء كوسوفو هاشم تاتشي يهنئ الأخير. |
| تركستان الشرقية (الحكومة في المنفى)          | في 18 فبراير 2008، أصدر أنصار يوسف توراني، ممثل الحكومة في المنفى، بيانًا صحفيًا قال فيه "نيابة عن شعب تركستان الشرقية، تعترف حكومة تركستان الشرقية في المنفى بموجب هذا بكوسوفو كدولة مستقلة وذات سيادة، يتمنى السلام والازدهار لشعب كوسوفو". |
| جبهة تحرير جامو كشمير                        | في 11 مارس 2008، نظمت جبهة تحرير جامو كشمير مظاهرة في بروكسل أمام مبنى المفوضية الأوروبية. وكان يرأسها أحد قادتها، المحامي عبد المجيد ترامبو، واستشهدت أجندتها باستقلال كوسوفو، وطالب الاتحاد الأوروبي بالمعاملة المتساوية والتطبيق المناسب للحل نفسه في نزاع كشمير الذي يشمل الهند وباكستان والصين. وكان من بين المتظاهرين أعضاء في برلمان الاتحاد الأوروبي وطلاب ومختلف مكونات وممثلي المنظمات غير الحكومية. |
| مجلس شعب تتار القرم (القرم)                  | أعلن مصطفى جميليف، رئيس مجلس شعب تتار القرم أنه يدعم حق تقرير المصير لكل دولة، بما في ذلك كوسوفو. وأضاف أيضًا أن تتار القرم لم يبدأوا عملية الانفصال عن أوكرانيا إذا تم احترام حقوقهم. صرح سيميليف أنه يعتقد أن الدافع وراء إعلان كوسوفو الاستقلال كان الوضع المعادي للألبان في كوسوفو. |

## وصلات خارجية
http://www.kosovothanksyou.com (غير رسمي)